# Mont Campbell
Le mont Campbell est une montagne des îles Kerguelen s'élevant à 143 m d'altitude.

## Histoire
Edgar Aubert de la Rüe, en novembre 1952, passe la nuit au pied du mont Campbell, seul relief pouvant servir d'abri. Il écrit : « C'est au pied du mont Campbell, haut de 140 mètres, limité par des parois à peu près à pic, que nous décidons de nous arrêter pour la nuit. Comme tous les reliefs isolés, la protection qu'il nous offre contre la tourmente est assez illusoire. [...] Nous avons tous très mal dormi, tellement les tentes claquaient et faisaient de bruit ». Plus loin il ajoute : « La distance qui nous sépare de la baie Accessible n'est pas très longue et j'ai ce matin le temps de m'attarder autour du mont Campbell, véritable énigme géologique. Autrefois, du large, j'avais toujours considéré cette éminence solitaire comme un vieux culot volcanique, d'ailleurs unique en son genre dans toute la région. De près, je vois qu'il s'agit là, en réalité, d'une butte de grès et de conglomérat, témoin de puissants dépôts disparus partout aux alentours. D'énormes éboulis, comprenant de larges pans de rochers, atténuent vers la base la raideur des versants, à peu près verticaux par endroits et formant même de curieux surplombs ».
Le mont est escaladé au XIXe siècle comme en témoigne un cairn établi à son sommet. Un des compagnons d'Aubert de la Rüe, Millot, l’escalade néanmoins